# Johnny Cecotto Jr.
Johnny Amadeus Cecotto, ou Johnny Cecotto Jr., né le 9 septembre 1989 à Augsbourg, est un pilote automobile germano-vénézuélien, courant sous licence vénézuélienne. Il est le fils de l'ancien pilote automobile Johnny Cecotto.
Il prend sa retraite sportive, à l'issue de la saison 2015, avec quatre victoires en GP2 Series, le record du nombre de courses disputées dans cette discipline, et plusieurs essais avec la Scuderia Toro Rosso. Sa retraite sportive est due à la perte du soutien du Venezuela, mettant en doute la continuation des subventions de l'État aux pilotes. Il sort finalement rapidement de sa retraite pour rejoindre la Formule V8 3.5.

## Carrière automobile
| Saison    | Championnat                                 | Écurie                     | Courses | Victoires | Pole positions | Meilleurs tours | Podiums | Points | Classement |
| --------- | ------------------------------------------- | -------------------------- | ------- | --------- | -------------- | --------------- | ------- | ------ | ---------- |
| 2005      | Formule BMW ADAC                            | Lauderbach Motorsport      | 12      | 0         | 0              | 0               | 0       | 3      | 22e        |
| 2005      | Formule BMW ADAC                            | Mamerow Racing             | 6       | 0         | 0              | 0               | 0       | 3      | 22e        |
| 2005      | Formule Junior 1600 Italie                  | Kiwi ESP                   | 4       | 0         | 0              | 0               | 1       | 40     | 12e        |
| 2005      | Formule Renault 2.0 Italian Winter Series   | Kiwi ESP                   | 4       | 0         | 0              | 1               | 1       | 18     | 7e         |
| 2006      | Championnat d'Allemagne de Formule 3        | Ombra Racing               | 4       | 1         | 0              | 0               | 1       | 20     | 11e        |
| 2006      | Championnat d'Allemagne de Formule 3        | Target Racing              | 4       | 0         | 0              | 0               | 0       | 20     | 11e        |
| 2006      | Euroseries 3000                             | Coloni Rookies Team        | 2       | 0         | 0              | 0               | 0       | 2      | 17e        |
| 2006      | Formule 3000 Italie                         | Coloni Rookies Team        | 2       | 0         | 0              | 0               | 0       | 2      | 16e        |
| 2006      | Formule Renault 2.0 Italie                  | Kiwi ESP                   | 4       | 0         | 0              | 0               | 0       | 0      | non classé |
| 2006      | Formula Renault 2.0 Northern European Cup   | Koiranen Motorsport        | 8       | 0         | 0              | 0               | 1       | 92     | 17e        |
| 2007      | International Formula Master                | Ombra Racing               | 16      | 0         | 0              | 0               | 3       | 30     | 8e         |
| 2007      | Euroseries 3000                             | ELK Motorsport             | 2       | 0         | 0              | 0               | 0       | 4      | 20e        |
| 2007      | Formule 3000 Italie                         | ELK Motorsport             | 2       | 0         | 0              | 0               | 0       | 4      | 13e        |
| 2007      | Championnat de Grande-Bretagne de Formule 3 | Räikkönen Robertson Racing | 2       | 0         | 0              | 0               | 0       | 0†     | non classé |
| 2008      | Championnat d'Allemagne de Formule 3        | HS Technik Motorsport      | 16      | 2         | 3              | 4               | 10      | 99     | 3e         |
| 2009      | Formule 3 Euro Series                       | HBR Motorsport             | 12      | 0         | 0              | 0               | 0       | 0      | 26e        |
| 2009      | GP2 Series                                  | David Price Racing         | 4       | 0         | 0              | 0               | 0       | 0      | 23e        |
| 2009-2010 | GP2 Asia Series                             | Trident Racing             | 2       | 0         | 0              | 0               | 0       | 3      | 17e        |
| 2010      | GP2 Series                                  | Trident Racing             | 16      | 0         | 0              | 0               | 0       | 3      | 23e        |
| 2011      | GP2 Series                                  | Ocean Racing Technology    | 16      | 0         | 0              | 0               | 0       | 3      | 23e        |
| 2011      | GP2 Asia Series                             | Super Nova Racing          | 4       | 0         | 0              | 0               | 0       | 0      | 15e        |
| 2012      | GP2 Series                                  | Barca Addax Team           | 24      | 2         | 1              | 1               | 4       | 104    | 9e         |
| 2013      | GP2 Series                                  | Arden Motorsport           | 21      | 0         | 1              | 1               | 0       | 41     | 16e        |
| 2014      | GP2 Series                                  | Trident Racing             | 22      | 2         | 1              | 0               | 5       | 140    | 5e         |
| 2015      | GP2 Series                                  | Hilmer Motorsport          | 4       | 0         | 0              | 0               | 0       | 0      | 28e        |
| 2015      | GP2 Series                                  | Carlin Motorsport          | 2       | 0         | 0              | 0               | 0       | 0      | 28e        |
| 2015      | GP2 Series                                  | Trident Racing             | 4       | 0         | 0              | 0               | 0       | 0      | 28e        |
| 2015      | Auto GP                                     | Virtuosi UK                | 2       | 0         | 0              | 0               | 1       | 22‡    | 8e         |
| 2016      | Formule V8 3.5 Series                       | RP Motorsport              | 6       | 1         | 0              | 0               | 1       | 43     | 14e        |
| 2016      | GP2 Series                                  | Rapax Team                 | 4       | 0         | 0              | 0               | 1       | 18     | 18e        |
| 2017      | Formule 2                                   | Rapax Team                 | 8       | 0         | 0              | 0               | 1       | 16     | 16e        |

† Johnny Cecotto Jr. étant un pilote invité, il était inéligible aux points.
‡ Le championnat est abandonné après seulement deux manches.